# Пирсинг носа

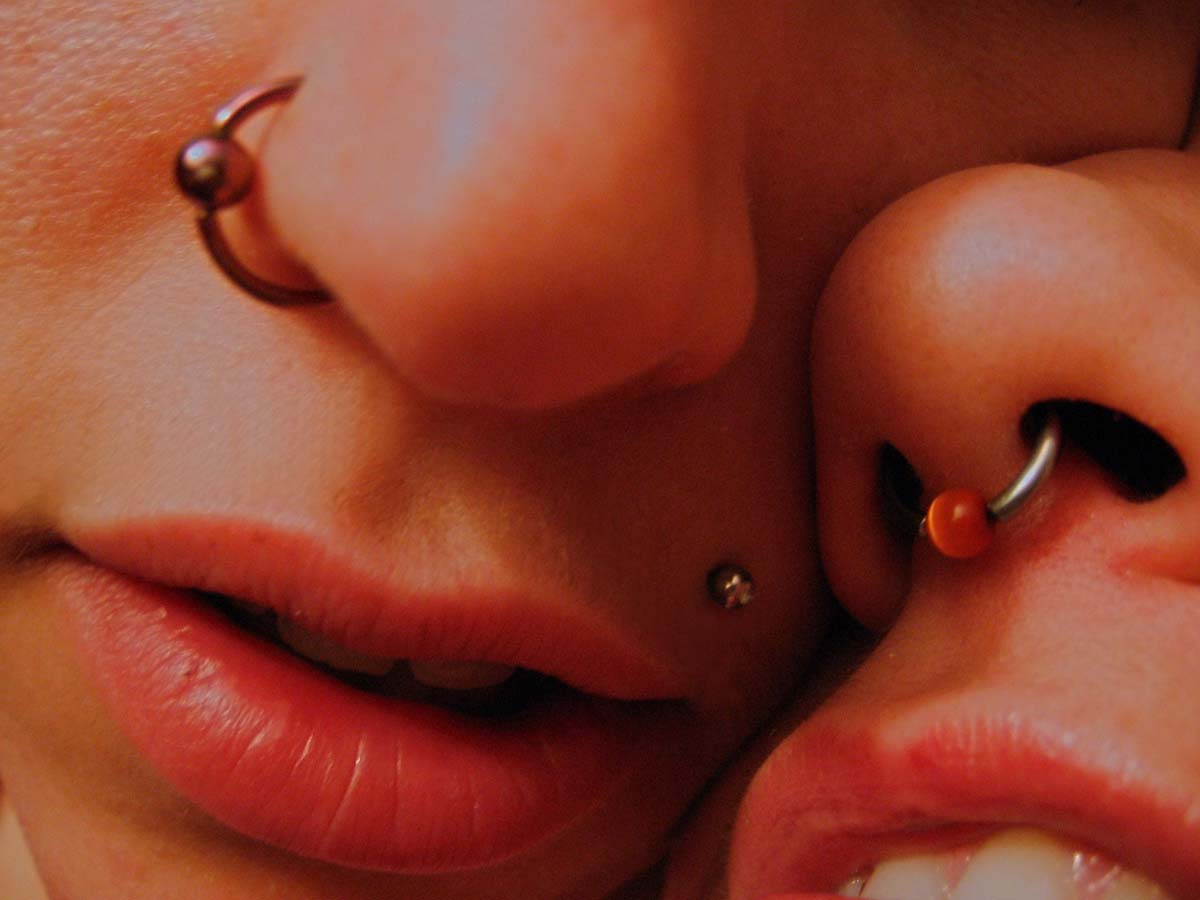

Пирсинг носа — вид пирсинга лица, при котором в носу производится прокол для установки и ношения украшения. Существуют различные варианты пирсинга носа с различными видами украшений. К наиболее принятым видам проколов носа относятся прокол ноздри и септума (кожи, находящейся ниже перегородки носа). Другие варианты пирсинга носа появились с распространением культуры пирсинга в современном обществе.

## История

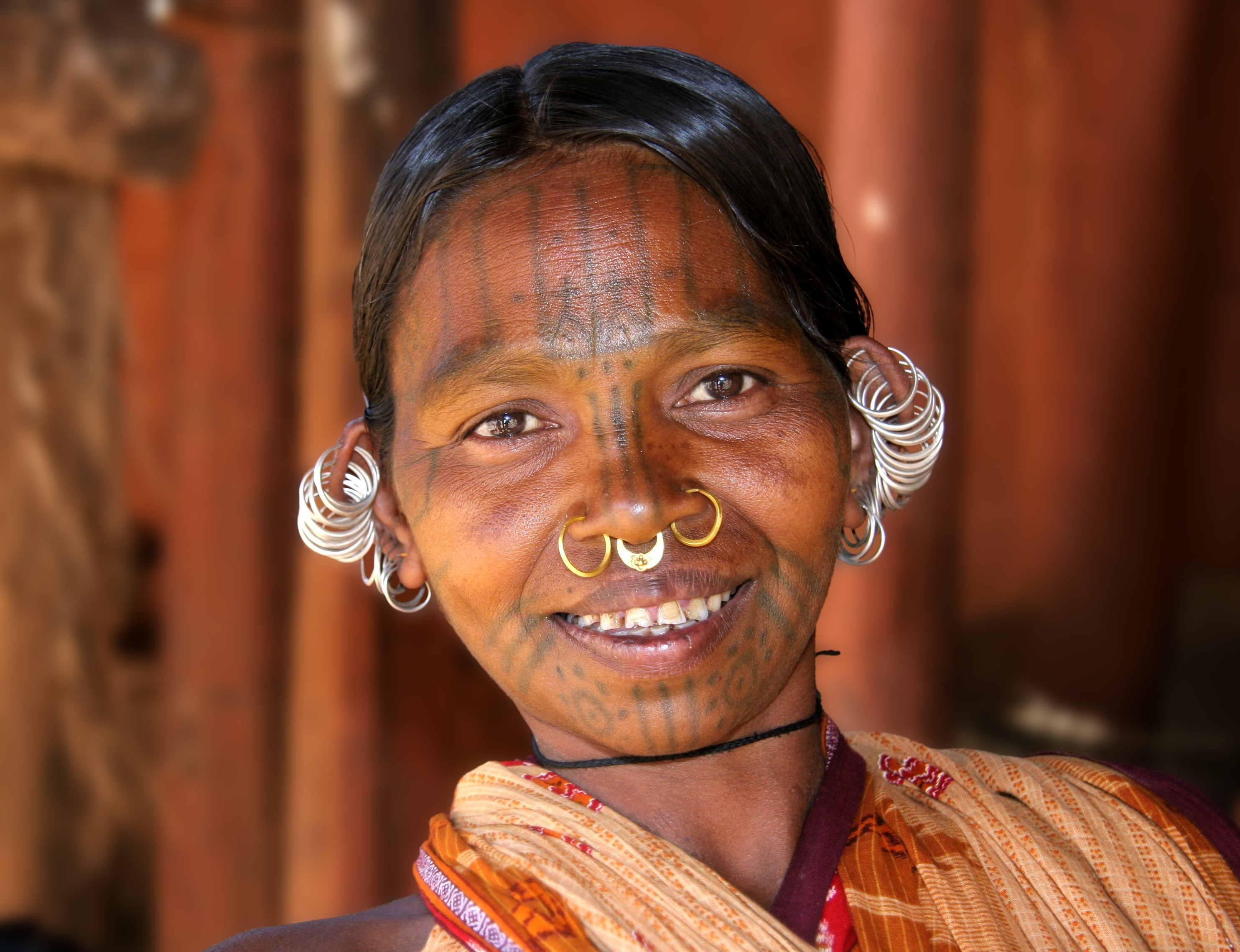
Индийская женщина с проколами ушей, перегородки носа и ноздрей

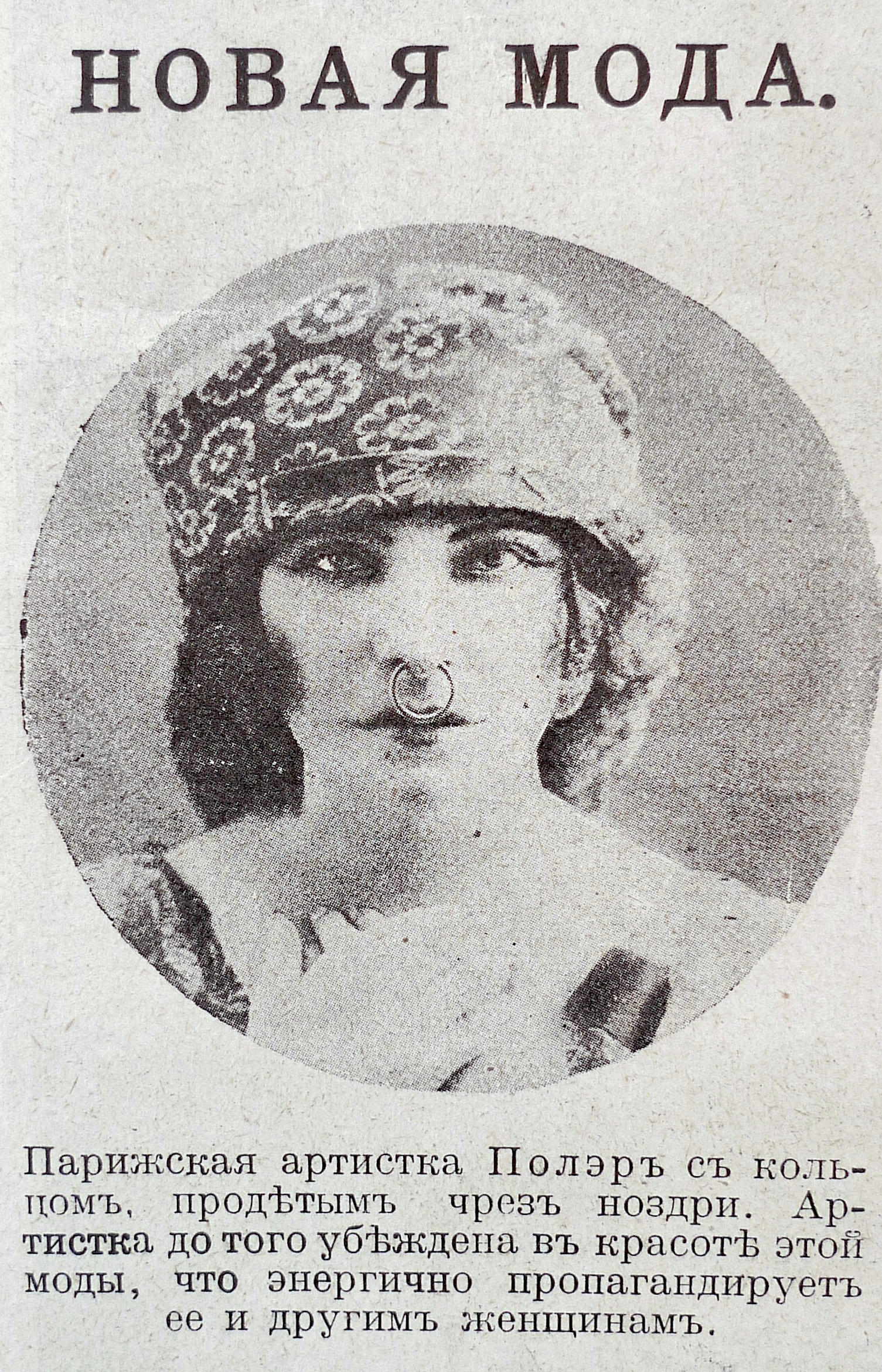
Французская актриса Полер с пирсингом носа. Журнал «Искры», № 31, 1913

У проколов носа также есть глубоко идущие исторические корни. Запись в ведах, датированная 1500 г. до н. э., относит проколы носа к богине Лакшми, однако считается, что современная практика пирсинга в Индии распространилась через кочевые племена среднего востока по пути империи Великих Моголов в 16 веке. В Аюрведической медицине ноздри ассоциируются с репродуктивными органами женщины, в связи с чем, среди индусок в Индии до сих пор распространено ношение украшений в носу, обычно в левой ноздре, в период половозрелого возраста женщины. Иногда такие проколы делаются в ночь, перед тем как женщина выходит замуж.
Проколы носа были популярны у бедуинов на Среднем Востоке, а также у берберов, африканского народа беджа и австралийских аборигенов. У многих коренных племен Америки и Аляски было распространено прокалывание перегородки носа (септума). У Ацтеков, Майя и племен Новой Гвинеи было принято использовать в качестве украшений для проколов носа кости и перья которые символизировали здоровье и (для мужчин) мужественность. Практика прокалывания носа дала название племени Не-персе, однако на деле прокалывание носа в этом племени было не слишком распространено. Ацтеки, майя и инки прокалывали перегородку носа (септум) и носили в проколах золотые кольца, эта практика сохранилась и по сей день у Панамского народа Куна. Проколы носа также остаются популярными в Пакистане, Бангладеш и практикуются в ряде арабских и ближневосточных стран.

## Виды пирсинга носа
При различных вариантах пирсинга носа прокалываются различные типы тканей — кожа, хрящи, однако, в среднем большинство проколов носа заживают за 6-8 недель.
К вариантам пирсинга носа относятся:

### Бридж

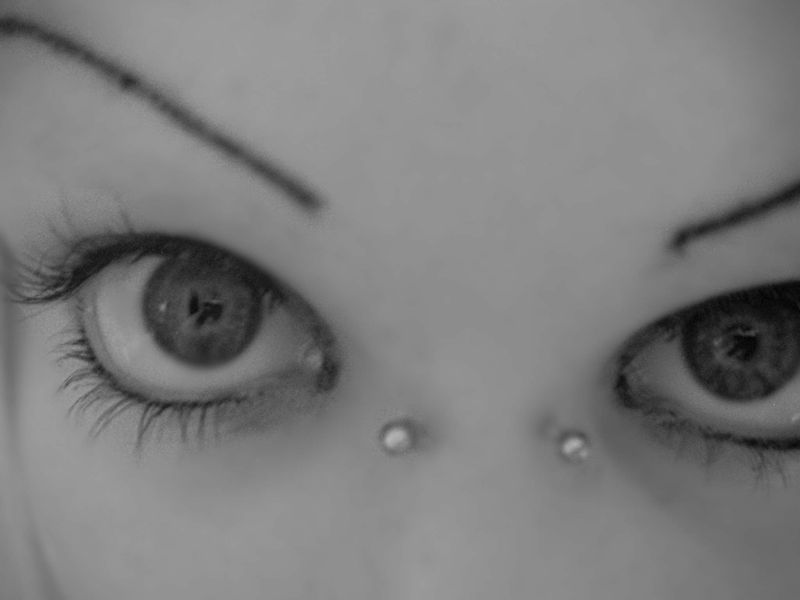
Бридж

Прокалывание тканей в области переносицы. В качестве украшения, как правило, используется штанга. Существуют горизонтальный и вертикальный варианты прокола.

### Прокол кончика носа
Прокалывание верхней части ноздри изнутри к кончику носа. В качестве украшения, как правило, используется штанга.

### Остин Бар (Austin Bar)
Горизонтальный прокол кончика носа. Назван в честь первого обладателя этого вида пирсинга. Прокалываются только ткани кончика носа, хрящевая перегородка (септум) не затрагивается.

### Пирсинг ноздри

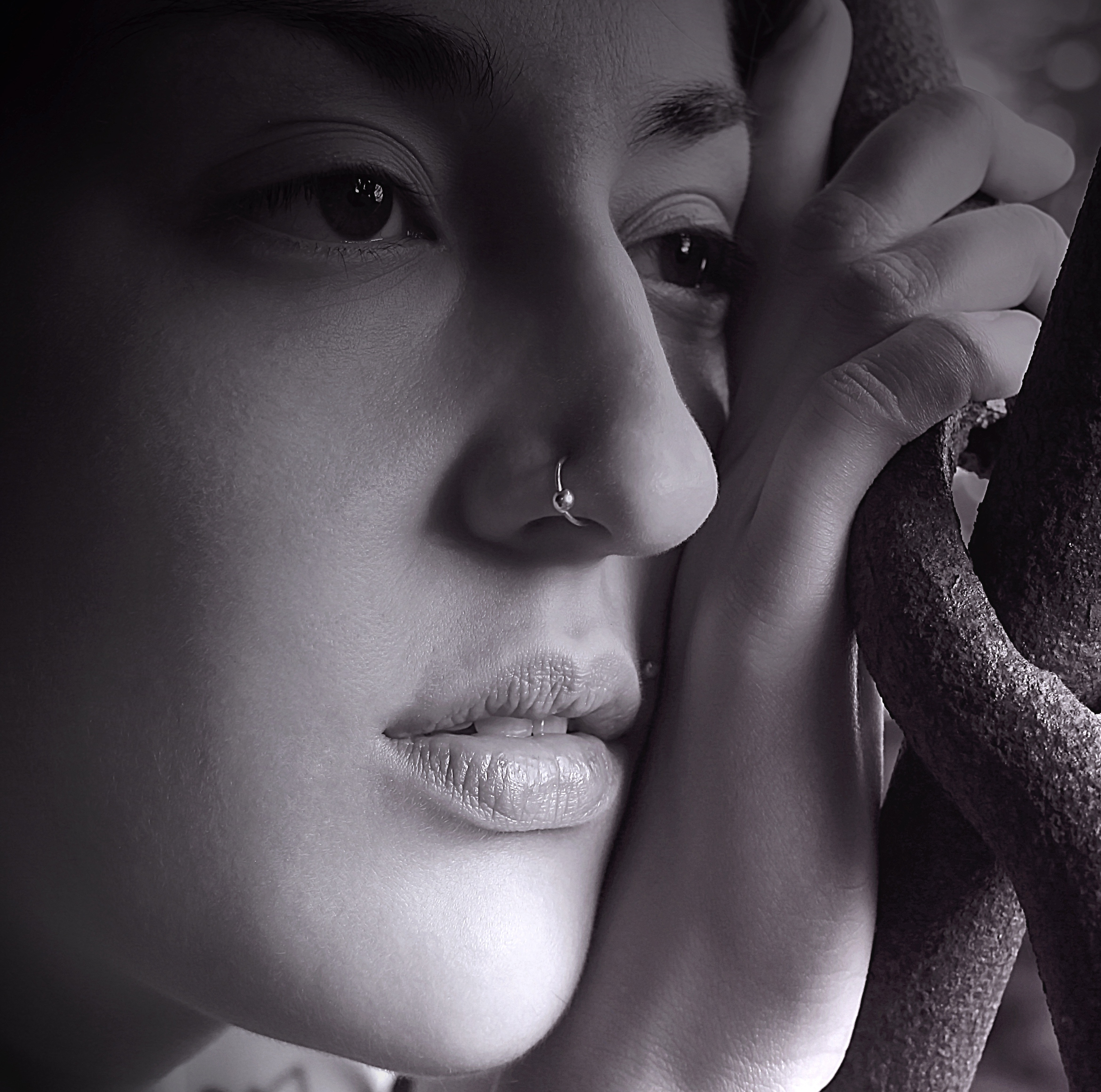
Пирсинг ноздри

Прокалывание ноздри, возможен одиночный прокол или сочетание нескольких проколов одной или обеих ноздрей. В качестве украшений используются кольца с застежкой-шариком, штанги, штанги с одной плоской стороной, специальные серьги-гвоздики для пирсинга ноздри. Пирсинг ноздри распространён среди представителей обоих полов.
Вариант high nostril не предполагает ношения колец. Он делается на той высоте, на которой желает клиент, но насколько позволяет анатомия. Ухаживать за таким пирсингом сложнее, поскольку и «добраться» до него соответственно сложнее тоже. 

### Септум

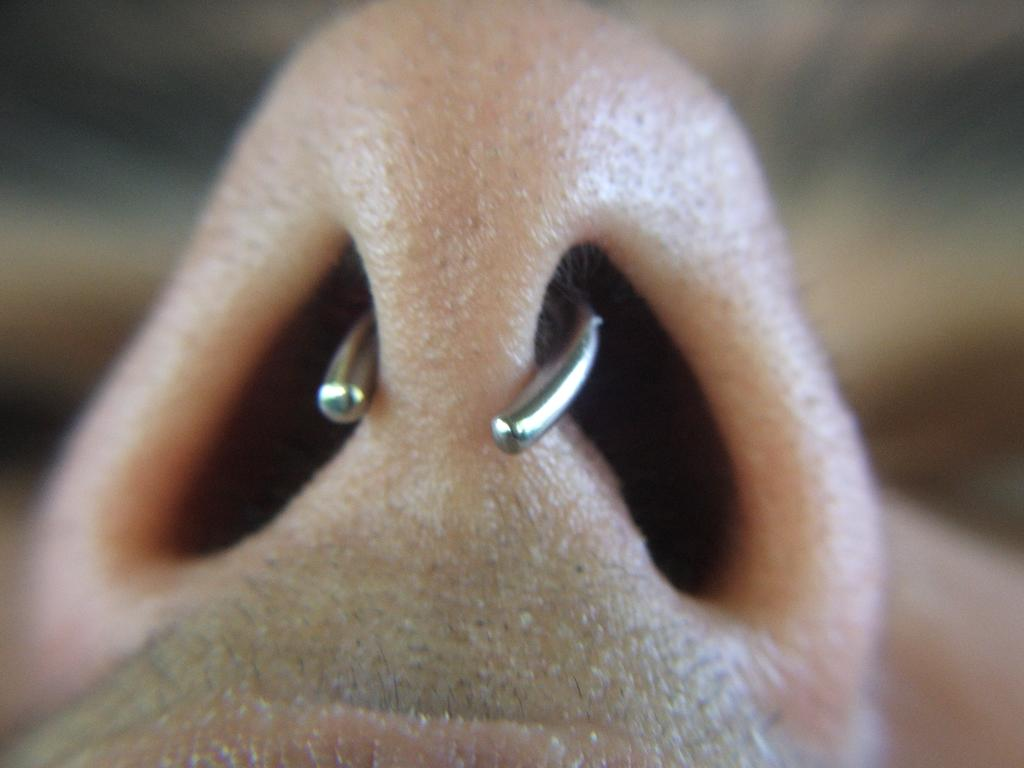
Септум

Прокол центральной носовой перегородки между ноздрями с установкой украшения так, чтобы его было видно из ноздрей, над верхней губой.

### Септрил
Прокол нижней стороны кончика носа. Прокол производится по центру через расширенный прокол септума в сторону нижнего плоского выступа носа. В качестве украшения как правило используется штанга .
Помимо основных видов пирсинга носа так же существуют распространённые комбинации:

### Nasallang

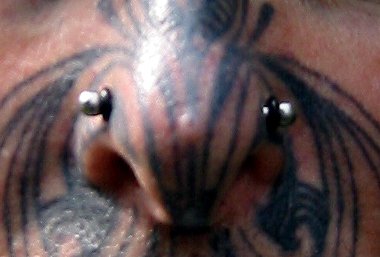
Сочетание проколов nasallang

Сочетание проколов обеих ноздрей и прокола перегородки носа (септума) объединённые общим украшением, как правило, штангой.